# الغرإب (السدة)

تعديل مصدري - تعديل

الغراب محلة تابعة لقرية بيت الاشول، التابعة لعزلة العرافة بمديرية السدة إحدى مديريات محافظة إب في الجمهورية اليمنية.، بلغ تعداد سكانها 259 حسب تعداد اليمن لعام 2004.